# Evgenija Soboleva
Evgenija Viktorovna Soboleva, coniugata Chochrjakova (in russo Евгения Викторовна Соболева-Хохрякова?; Kiriši, 26 agosto 1988), è una pallanuotista russa vincitrice di una medaglia di bronzo alle Olimpiadi di Rio de Janeiro 2016.

## Palmarès
- Giochi olimpici

Rio de Janeiro 2016: bronzo.
- Mondiali

Roma 2009: bronzo.
Shanghai 2011: bronzo.
Budapest 2017: bronzo.
- Europei

Malaga 2008: oro.
Zagabria 2010: oro.
- Coppa del Mondo

Tientsin 2006: bronzo.
Surgut 2018: argento.
- World League

Tenerife 2008: oro.
Budapest 2019: bronzo.
- Europa Cup

Torino 2019: argento.